# Carretera Federal 102
La Carretera Federal 102, es una carretera mexicana que recorre los estados de Hidalgo y San Luis Potosí, inicia en Tamazunchale San Luis Potosí donde entronca con la Carretera Federal 85 y termina en Orizatlán Hidalgo, tiene una longitud total de 27 km.
Las carreteras federales de México se designan con números impares para rutas norte-sur y con números pares para las rutas este-oeste. Las designaciones numéricas ascienden hacia el sur de México para las rutas norte-sur y ascienden hacia el Este para las rutas este-oeste. Por lo tanto, la carretera federal 102, debido a su trayectoria de este-oeste, tiene la designación de número par, y por estar ubicada en el Centro de México le corresponde la designación N° 102.

## Trayectoria

### San Luis Potosí
Longitud = 21 km
- Tamazunchale - Carretera Federal 85
- chapulhuacanito

### Hidalgo
Longitud = 6 km
- Orizatlán